# سنس (زیست‌شناسی مولکولی)
در زیست‌شناسی مولکولی و ژنتیک، سنس (به انگلیسی: Sense) یک مولکول نوکلئیک اسید، به‌خصوص اگر نوکلئیک اسیدی از یک رشته DNA یا RNA باشد، به نقش‌های طبیعی رشته و مکملش در تعیین توالی آمینواسیدی اشاره دارد. براساس محتوای بحث مورد نظر، اصطلاح "سنس" ممکن است معانی اندک متفاوتی پیدا کند. به عنوان مثال، DNA سنس-مثبت است اگر نسخه RNA ای از همان توالی به پروتئین ترجمه شده یا قابلیت ترجمه شدن داشته باشد، در غیر این صورت به آن توالی سنس-منفی گویند.